# Andrew Levane

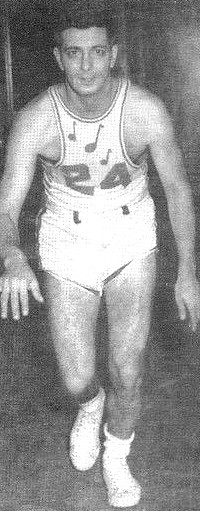
Imagem de Andrew Levane.

Andrew Joseph (Fuzzy) Levane (Brooklyn, 11 de abril de 1920) é um ex-jogador e ex-treinador de basquete norte-americano. Ele jogou três temporadas na National Basketball Association (NBA) e na sua predecessora, a Basketball Association of America, nos clubes Rochester Royals, Syracuse Nationals e Milwaukee Hawks. Na sua última temporada, jogou como jogador-técnico no Hawks.
Levane treinou mais um ano o Hawks, tendo transferido-se para o New York Knicks posteriormente. Ele retornou para o Hawks em 1962, sua última temporada.